# Malloderma pulchra
Malloderma pulchra là một loài bọ cánh cứng trong họ Cerambycidae.